# Karl Sapper

Karl Sapper, um 1910

Karl Theodor Sapper (auch Carl Sapper; * 6. Februar 1866 in Wittislingen; † 29. März 1945 in Garmisch-Partenkirchen) war ein reisender Sammler, Antiquar, Geograph, Geologe, Ethnologe und Linguist in Mesoamerika um 1900.

## Leben
Karl Theodor Sappers Eltern waren Rosine Kutter und August Sapper, Besitzer einer Hammerschmiede. Sein Bruder war Richard August Sapper (1862–1912), der nach Guatemala auswanderte und dort Besitzer großer Kaffeeplantagen wurde.
Karl Sapper studierte nach dem Besuch des Gymnasiums in Ravensburg von 1884 bis 1888 Naturwissenschaften und Geologie. Während seines Studiums wurde er Mitglied des AGV München. In München schloss er sein Studium mit der Dissertation Über die geologischen Verhältnisse des Juifen und seiner Umgebung mit besonderer Berücksichtigung der Liasablagerung ab.
Von 1889 bis 1893 hielt er sich bei seinem Bruder Richard in Guatemala auf, wo er zunächst als Verwalter einer Kaffeepflanzung seines Bruders tätig war. Gemeinsam mit Erwin Paul Dieseldorff (1866–1940) unternahm er zahlreiche archäologische Ausgrabungen in Zentralamerika. 1893 arbeitete Sapper kurzzeitig als Landesgeologe in Mexiko, von 1894 bis 1900 erneut in Guatemala sowie an weiteren Orten in der mesoamerikanischen Region. 1900 habilitierte er sich bei Friedrich Ratzel in Leipzig mit einer Arbeit über Über die geologische Bedeutung der tropischen Vegetationsformen in Mittelamerica und Südmexico. 1902 erhielt er den Ruf an die Universität Tübingen und wurde zunächst a. o. Professor und 1907 ordentlicher Professor für Geographie. Im folgenden Jahr unternahm er im Auftrag des Reichskolonialamtes zusammen mit dem Ethnologen Georg Friederici eine Forschungsreise zum Bismarckarchipel. 1910 erhielt er einen Lehrstuhl für Geographie und Ethnologie an der Universität Straßburg und wechselte nach der Ausweisung 1919 an die Universität Würzburg.
Sapper betrieb in den Jahren seines Aufenthaltes in Zentralamerika neben der Geologie auch Vulkanologie und Linguistik.
Sein Beitrag zur Erforschung der mesoamerikanischen Sprachen besteht besonders in seiner 1912 entwickelten Hypothese über den Ursprung der mesoamerikanischen Sprachen, den er im Grenzgebiet zwischen Chiapas und Guatemala verortete. Die Wiege des Proto-Maya soll demnach wahrscheinlich in der Sierra de los Cuchumatanes gestanden haben.
Es gibt im Ethnologischen Museum in Berlin eine Sammlung Sapper.
Karl Sapper verstarb 1945 im Alter von 79 Jahren und fand seine letzte Ruhestätte auf dem Friedhof Garmisch im Nordwesten von Garmisch-Partenkirchen.

## Sonstiges
Karl Sapper war ein Großonkel des Stuttgarter Industriedesigners Richard Sapper, der ein Enkel seines Bruders Richard August Sapper war.
Nach Karl Sapper sind zwei mittelamerikanische Schlangenarten benannt: Amastridium sapperi (Natter aus der Unterfamilie Dipsadinae) und Micrurus diastema sapperi (eine Korallenottern-Unterart).

## Ehrungen
- 1917: Mitglied des wissenschaftlichen Beirats des Deutschen Auslandsinstituts
- 1917: Mitglied der Leopoldina
- Mitglied der Bayerischen Akademie der Wissenschaften (1926 korr., 1940 ordentl. Mitglied)
- 1941: Goethe-Medaille für Kunst und Wissenschaft
- seit 1991: Fakultätspreis der Universität Würzburg
- Karl-Sapper-Preis (1996–2000)[8]

## Werke
- Grundzüge der physikalischen Geographie von Guatemala. Perthes, Gotha 1894.
- Das nördliche Mittel-Amerika nebst einem Ausflug nach dem Hochland von Anahuac. Reisen und Studien aus den Jahren 1888 - 1895. Vieweg, Braunschweig 1897 (Digitalisat).
- Über den Gebirgsbau und Boden des nördlichen Mittelamerika. Perthes, Gotha 1899 (Digitalisat).
- Mittelamerikanische Reisen und Studien aus den Jahren 1888 bis 1900. Vieweg, Braunschweig 1902.
- In den Vulcangebieten Mittelamerikas und Westindiens. Reiseschilderungen und Studien über die Vulcanausbrüche der Jahre 1902 bis 1903, ihre geologischen, wirthschaftlichen und socialen Folgen. Schweizerbart, Stuttgart 1905.
- Über den Gebirgsbau und Boden des südlichen Mittelamerika. Perthes, Gotha 1905.
- Wirtschaftsgeographie von Mexico. Gebauer & Schwetschke, Halle 1908 (2. Aufl. 1928 u.d.T.: Mexico. Land, Volk und Wirtschaft).
- Beiträge zur Landeskunde von Neu-Mecklenburg und seinen Nachbarinseln (= Wissenschaftliche Ergebnisse einer amtlichen Forschungsreise nach dem Bismarck-Archipel im Jahre 1908.) Mittler, Berlin 1910.
- Die Ansiedelung von Europäern in den Tropen. Bd. 2: Mittelamerika, Kleine Antillen, Niederländisch-, West- und Ostindien. Duncker & Humblot, München 1911.
- Die mittelamerikanischen Vulkane. Perthes, Gotha 1913.
- Geologischer Bau und Landschaftsbild. Vieweg, Braunschweig 1917 (2. Aufl. 1922).

- Katalog der geschichtlichen Vulkanausbrüche. Straßburg 1917 (Digitalisat).
- Natur und Lebensbedingungen in tropischen und tropennahen Gebieten. Friederichsen, Hamburg 1920.
- Auswanderung und Tropenakklimatisation. Kabitzsch & Mönnich, Würzburg 1921.
- Amerika. Eine Übersicht des Doppelkontinents. Zwei Bände. de Gruyter, Berlin 1923.
- Die Tropen. Natur und Mensch zwischen den Wendekreisen. Strecker und Schröder, Stuttgart 1923.
- Vulkankunde. Engelhorns Nachf., Stuttgart 1927.
- Mittel-Amerika. Ein praktischer Wegweiser für Auswanderer, Pflanzer, Kaufleute, Lehrer. 2. Aufl. Niemeyer, Halle 1927.
- Reise nach Süd- und Mittelamerika 1927/28. Mönnich, Würzburg 1929.
- Allgemeine Wirtschafts- und Verkehrsgeographie. Leipzig/Berlin: Teubner, 1930 (Digitalisat).
- Südamerika. Auslandskundliche Studien. Fleischhauer & Spohn, Stuttgart 1932.
- Geomorphologie der feuchten Tropen. Teubner, Leipzig 1935.
- Geographie und Geschichte der indianischen Landwirtschaft. Ibero-Amerikanisches Inst., Hamburg 1936.
- Die Ernährungswirtschaft der Erde und ihre Zukunftsaussichten für die Menschheit. Enke, Stuttgart 1939.
- Der Wirtschaftsgeist und die Arbeitsleistungen tropischer Kolonialvölker. Enke, Stuttgart 1941.
- Der Naturfreund und der Bergsteiger in Vulkangebieten. Höhn, Ulm 1941.

## Nicht ausgewertete Literatur
- Gudrun Schumacher: Nachlässe, Manuskripte, und Autographen im Besitz des IAI. Ibero-Amerikanisches Institut, Stiftung Preußischer Kulturbesitz, Berlin 2004.
- K. Kris Hirst: Karl Sapper. In: Ian Shaw, Robert Jameson (Hrsg.): A Dictionary of Archaeology. Blackwell Publishers, Malden, Massachusetts, 2002, s. v.
- N. von Drygalski: [Nekrolog auf Karl Sapper], in: Jahrbuch der Bayerischen Akademie der Wissenschaften 1944–48. 1948, S. 208–210.
- Franz Termer: Karl Theodor Sapper, 1866–1945. Leben und Wirken eines deutschen Geographen und Geologen (= Lebensdarstellungen deutscher Naturforscher. Band 12). Barth, Leipzig 1966.
- Wilfried Krempien: Auf den Spuren der Tropenlandwirte und Maya-Forscher in Guatemala: Erwin-Paul Dieseldorff (1866–1940), Dr. Karl Sapper (1866–1945) und Hans Westendorff (1864–1928). In: Ursus. Mitteilungsblatt des Zoovereins und des Zoos Schwerin. 18. Jahrgang, Heft 1 (August 2012), S. 49–70.